# Цельтвег
Цельтвег (нем. Zeltweg) — город в Австрии, в федеральной земле Штирия.
Входит в состав округа Юденбург. Население составляет 7650 человек (на 31 декабря 2005 года). Занимает площадь 8,73 км². Официальный код — 60 824.

## Политическая ситуация
Бургомистр коммуны — Курт Халлер (СДПА) по результатам выборов 2005 года.
Совет представителей коммуны (нем. Gemeinderat) состоит из 25 мест.
- СДПА занимает 17 мест.
- местный блок: 4 места.
- АНП занимает 3 места.
- КПА занимает 1 место.

## Достопримечательности
Рядом с городом находится гоночная трасса «Остеррайхринг», на которой в 1970—1987, 1997—2003 годах и с 2014 года проводится Гран-при Австрии чемпионата мира по автогонкам в классе Формула-1.